# Bruk
För andra betydelser, se Bruk (olika betydelser).

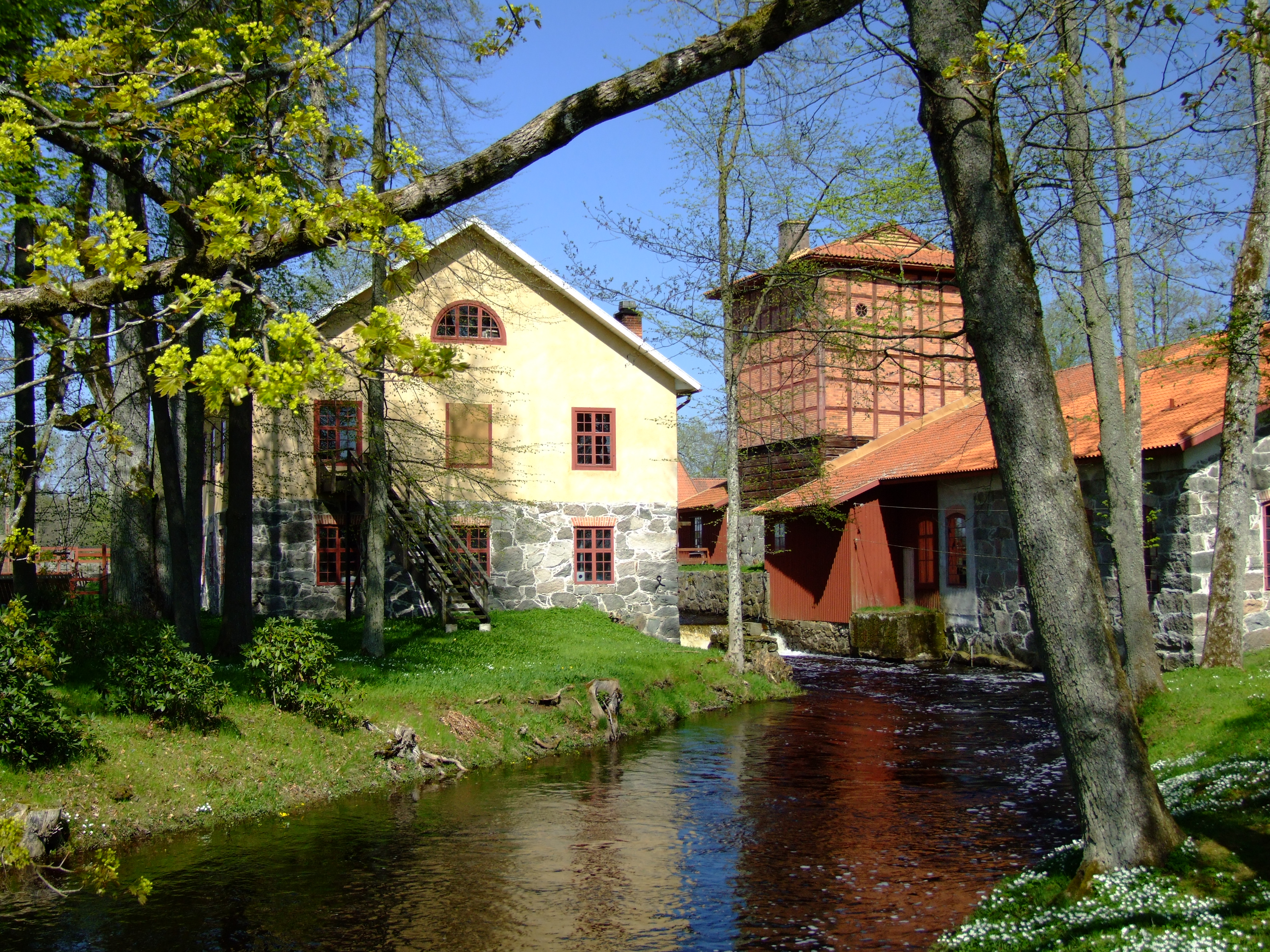
Huseby bruk

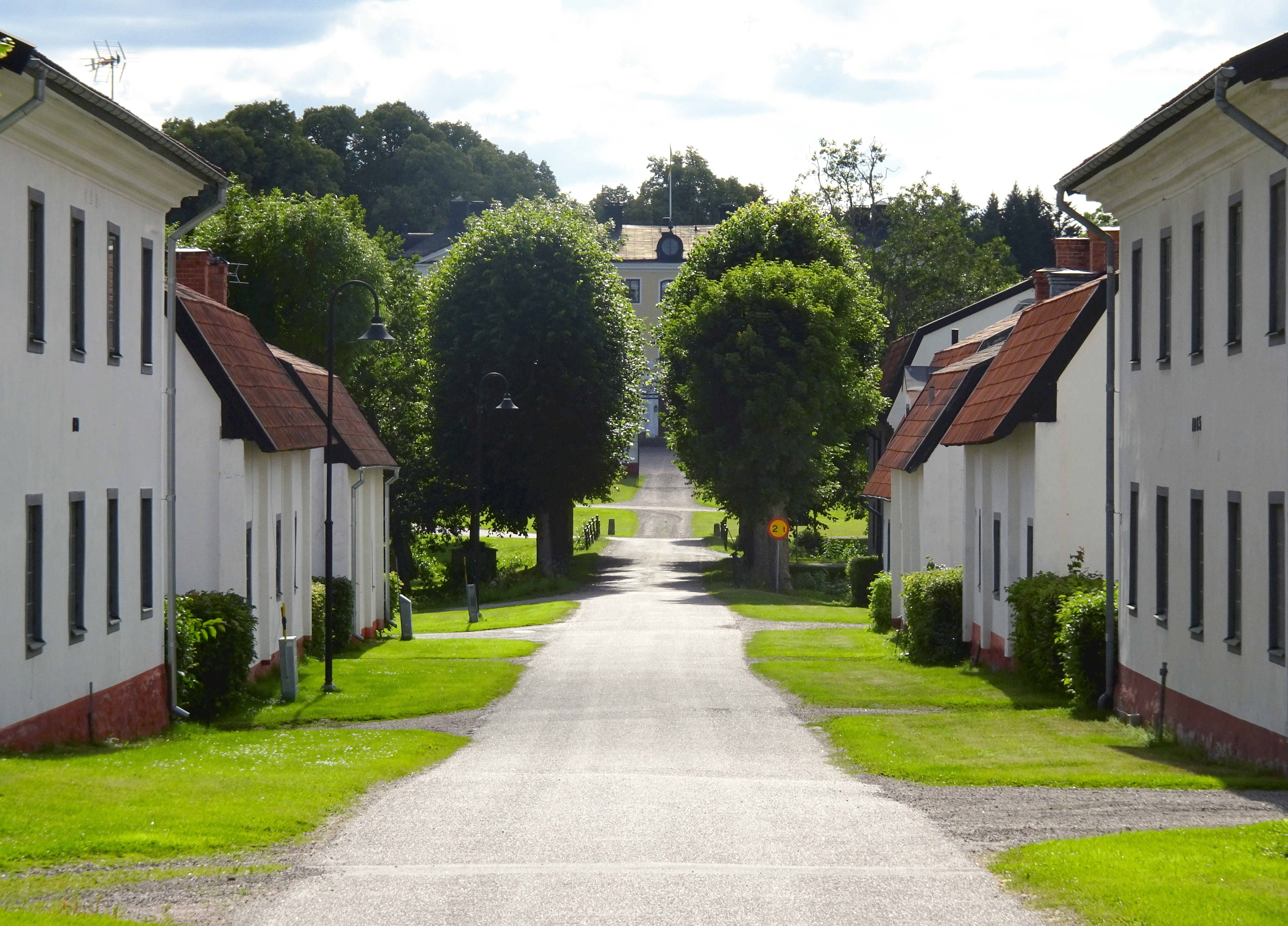
Bruksgatan och herrgården i Forsmark

Bruk avser verksamheter som utvinner och/eller förädlar råvaror. Begreppet bruk avser vanligen inte bara byggnaden där förädlingen sker utan även de byggnader och funktioner som ligger omkring, inklusive boningshus. Bruk menar vanligast järnbruk, glasbruk eller pappersbruk eller en industrianläggning som dominerat en ort, men begreppet återfinns också som ett efterled för andra typer av rörelser som jordbruk, skogsbruk, krutbruk etcetera. Från slutet av medeltiden fram till slutet av 1800-talet fanns ett stort antal järnbruk som hade byggts på platser med tillgång till mycket skog och vattenkraft. Som mest var de mer än 300 stycken. Under dessa år bestod en mycket stor andel av Sveriges export av produkter från dessa bruk. Kulturellt var bruken en motsägelse. Å ena sidan var varje bruk en eget litet samhälle som hölls samman av fasta rutiner och ett mer eller mindre auktoritärt styre å andra sidan var bruken en del av en mycket internationell marknad som förutsatte att bruken hade goda kontakter med sina ofta utländska kunder. Många inom  ägarfamiljer och yrkeskunniga arbetare på bruken hade anor från personer som invandrat från bland annat Tyskland, Nederländerna, Belgien och Finland. De bruk som inte tillräckligt snabbt klarade att anpassa sig till sjunkande priser och de som de krav som marknaden ställde blev nedlagda.  
Bruken kom ofta att utgöra basen för en expanderade bebyggelse där sedan ortens och invånarnas förutsättningar (såsom tillgång till jobb och bostad) var hårt kopplade till bruket. För att behålla och kunna rekrytera kvalificerade arbetare tillhandahöll många bruk en kombination av en låg lön och vissa naturaförmåner, ibland även elementära sociala förmåner. Till ex bostäder med låg eller ingen hyra. I dessa brukssamhällen utvecklades sedan ofta en speciell bruksmentalitet.
Svenska järnbruk använde, med få undantag, ända in till början av 1900-talet stora mängder träkol som energikälla. Att framställa hugga veden och omvandla den till träkol var en mycket arbetskrävande process. Järnbruken ägde mindre gårdar som uppläts till en familj som fick erlägga arrendet i form av leveranser av träkol och dagsverken för bruket. Ända fram till 1930-talet användas torparavtal som innebar att arrendatorn fick driva småskaligt jordbruk för eget behov samtidigt som torparen var skyldig att årligen betala ett arrende i form av en  viss mängd träkol och ett antal dagsverken. Denna typ av arrendeavtal blev förbjudna 1943. Antalet personer som bodde och arbetade på arrendegårdarna var på många bruk betydligt fler än dem som arbetade i smedjor och hyttor.

## Kända bruksbygder i Sverige
- Bergslagen
- Glasriket i Kronobergs och Kalmar län
- Järnriket Gästrikland
- Norrlandskustens träindustrier, särskilt Medelpad
- Upplands vallonbruk
- Värmlands järnbruk
- Bruksindustrin i Västerbotten
- Textilindustrierna i Säveåns dalgång i Västergötland